# Джон Киган
Джон Дезмънд Патрик Киган (на английски: John Desmond Patrick Keegan) е английски историк и журналист.

## Биография
Роден е на 15 май 1934 година в Лондон в католическо семейство от ирландски произход. Като дете боледува от костна туберкулоза, което забавя образованието му, но през 1957 година завършва история в Оксфордския университет. Работи няколко години в посолството на Съединените щати, а от 1960 година е преподавател по военна история в Кралската военна академия – Сандхърст. Автор на множество книги, той се утвърждава като един от водещите британски военни историци. От 1986 година до смъртта си е кореспондент, а след това редактор по военна тематика във вестник „Дейли Телеграф“.
Джон Киган умира на 2 август 2012 година в дома си в Килмингтън.